# Zjazd wszechkozacki w Viroviticy 1945
Zjazd wszechkozacki w Viroviticy 1945 (niem. Kosakenkongress in Virovitica, ros. Всеказачий съезд в Вировитице) - kozacki zjazd wojskowy przedstawicieli XV Kozackiego Korpusu Kawalerii SS pod koniec II wojny światowej
Do zjazdu doszło 25 marca 1945 r. w ratuszu w Viroviticy w Niezależnym Państwie Chorwackim (NDH), na obszarze którego działał XV Kozacki Korpus Kawalerii SS. Z inicjatywy płk. Iwana N. Kononowa, dowódcy nowo formowanej 3 Kozackiej Dywizji Płastuńskiej, zebrali się przedstawiciele wszystkich oddziałów kozackich korpusu. Wszyscy Kozacy byli ubrani w galowe mundury z insygniami i odznaczeniami wojskowymi. Było to nawiązanie do tradycji kozackiej urządzania tego typu wojskowych zjazdów. Przewodniczącym zjazdu został powszechnie szanowany przez Kozaków płk Nikołaj Ł. Kułakow, który dowodził formalnie 6 Terskim Pułkiem Konnym 1 Kozackiej Dywizji Kawalerii. Pułkownik I. N. Kononow przedstawił program głoszący natychmiastowe podporządkowanie wszelkich kozackich oddziałów wojskowych, w tym Korpusu Kawalerii Kałmuckiej, głównodowodzącemu Sił Zbrojnych Komitetu Wyzwolenia Narodów Rosji gen. Andriejowi A. Własowowi, usunięcie z oddziałów wszystkich oficerów niemieckich, nie popierających haseł kozackich, rozwiązanie berlińskiego Głównego Zarządu Wojsk Kozackich pod kierownictwem atamana gen. Piotra N. Krasnowa, nazwiązanie kontaktów z dowódcą serbskich czetników, sprawującym funkcję ministra wojny jugosłowiańskiego rządu emigracyjnego, płk. Dragoljubem "Drażą" Mihailoviciem, ześrodkowanie wszystkich oddziałów kozackich w rejonie Salzburg-Klagenfurt am Wörthersee w celu połączenia ich w jedną jednostkę wojskową, wydanie w różnych językach deklaracji wyjaśniającej cele wojenne Kozaków w służbie niemieckiej. Przedstawiciele kozaccy jednogłośnie zaakceptowali wszystkie postulaty. Następnie po przedstawieniu pełnej biografii i zaprezentowaniu jego zasług dla społeczności kozackiej atamanem marszowym wojsk kozackich został wybrany cieszący się wielkim szacunkiem Kozaków dowódca XV Kozackiego Korpusu Kawalerii SS Niemiec gen. Helmuth von Pannwitz. Było to pierwszym i zarazem ostatnim faktem w historii Kozaków, aby ich atamanem wybrano osobę spoza ich społeczności innej narodowości. Postanowieniem zjazdu sformowano sztab atamański, na czele którego stanął płk I. N. Kononow. Kilka dni potem rozkazem gen. H. von Pannwitza płk I. N. Kononow został mianowany oficerem łącznikowym z odkomenderowaniem do sztabu Sił Zbrojnych KONR gen. A. A. Własowa. 1 kwietnia 1945 r. płk I. N. Kononow w stopniu generała majora wyruszył do północnych Czech, gdzie przebywało dowództwo wojsk "własowskich". 20 kwietnia tego roku włączenie oddziałów kozackich do Sił Zbrojnych KONR i wybór gen. H. von Pannwitza na atamana marszowego zostały potwierdzone przez gen. A. A. Własowa, zaś 28 kwietnia przez Reichsführera-SS Heinricha Himmlera. Ze względu na bliski koniec wojny i klęskę Niemiec do połączenia obu wojsk jednak nie doszło.